# Walter Frescura
Walter Frescura (Calalzo di Cadore, 12 maggio 1940) è un ex tiratore a segno italiano.

## Biografia
Nato a Calalzo di Cadore, in provincia di Belluno, nel 1940, nel 1970 è stato medaglia d'oro ai Mondiali di Phoenix, insieme a Giuseppe De Chirico, Franco Donna e Luigi Testarmata.
A 32 anni ha partecipato ai Giochi olimpici di Monaco di Baviera 1972, nella gara di carabina 50 m a terra, arrivando 43º con 591 punti.
Quattro anni dopo ha preso parte di nuovo alle Olimpiadi, quelle di Montréal 1976, ancora nella carabina 50 m a terra, chiudendo 5º con 594 punti.
A 40 anni ha partecipato ai suoi terzi Giochi, Mosca 1980, sempre nella carabina 50 m a terra, terminando 8º con 597 punti.

## Palmarès

### Campionati mondiali
- 1 medaglia:
  - 1 oro (Carabina 50 m a terra a squadre a Phoenix 1970)